# Withanolide
De withanoliden vormen een groep van minstens 300 van nature voorkomende chemische verbindingen. Deze secundaire plantaardige stoffen zijn hoofdzakelijk afkomstig van planten van het geslacht nachtschadefamilie. Ze bestaan uit steroïdale lactonverbindingen met 28 koolstofatomen.
Er zijn dertien geslachten uit de nachtschadefamilie waarin withanoliden voorkomen, waaronder: Physalis en Withania.

## Enkele eigenschappen en toepassingen van withanoliden

Withaferin A

Withaferin A uit Ashwaganda was de eerste withanolide die is geïsoleerd. Een ontstekingsremmende effect van de verschillende withanoliden van deze plant kon worden aangetoond bij dierenonderzoeken en enkele tientallen zijn bekend. De plant wordt in de ajurvedische geneeskunde gebruikt.
Salpichrolid A, B en G (uit Salpichroa origanifolia) hebben groeiremmende effecten op de larven van de mediterrane fruitvlieg en zijn daardoor voor de landbouw van belang.
Het gif uit het zegekruid is een andere groep withanoliden met insectendodende eigenschappen. Ze werden in de jaren zeventig onderzocht en in 2000 was het eerste volledige synthese.
Ixocarpalacton A uit tomatillo is een veelbelovend geneesmiddel in de preventie van kanker.